# 5305-ös mellékút (Magyarország)
Az 5305-ös számú mellékút egy nagyjából 14,5 kilométeres hosszúságú, négy számjegyű mellékút Bács-Kiskun vármegye területén; az 51-es és 52-es főutak közt teremt deltairányú kapcsolatot Solt kikerülésével Kecskemét és Kalocsa között, illetve Dunatetétlent köti össze az említett főutakkal, valamint Fülöpszállás és Harta térségét az 53-as főúttal.

## Nyomvonala
Solt külterületén ágazik ki az 52-es főútból, annak a 43+850-es kilométerszelvénye táján, délnyugat felé. Elhalad Járáspuszta külterületi városrész nyugati széle mellett, majd nagyjából 750 méter után eléri Dunatetétlen határát. Majdnem pontosan egy kilométeren át a határvonalat kíséri, majd egy kisebb irányváltás után – némileg délebbnek fordulva – teljesen e község területére lép.
5,9 kilométer után keresztezi az 53-as főutat, majdnem pontosan annak a hetedik kilométerénél, s csak ezután éri el a község lakott területét, melynek a déli peremén halad el, s alig fél kilométerrel a keresztezés után már újra külterületen halad,ott már Dunatetétlen és Harta határvonalát követve. A 9+250-es kilométerszelvénye táján kiágazik belőle északnyugat felé, a Kunszentmiklós-Tass–Dunapataj-vasútvonal Dunatetétlen megállóhelye irányába az 53 305-ös számú mellékút, majd pár lépés után keresztezi a vasút vágányait is, s onnantól teljesen hartai területen folytatódik, délnyugat felé.
11,7 kilométer után kiágazik belőle egy számozatlan, alsóbbrendű út Állampuszta és az Állampusztai Országos Büntetés-végrehajtási Intézet felé; ott ismét délebbi irányt vesz. Nem sokkal azt követően viszont újra nyugatnak fordul; utolsó komolyabb elágazásánál, amit a 13+850-es kilométerszelvénye táján ér el – s ahol az 51 153-as számú mellékút lép ki belőle dél felé, Harta központja irányában – már teljesen nyugati irányt követ. Így is ér véget, beletorkollva az 51-es főútba, annak majdnem pontosan a 96. kilométerénél, Harta belterületének északi szélétől mintegy 1,2 kilométerre északra.
Teljes hossza, az országos közutak térképes nyilvántartását szolgáló kira.gov.hu adatbázisa szerint 14,447 kilométer.

## Települések az út mentén
- Solt
- Dunatetétlen
- Harta